# Mermaid Saga
Mermaid Saga (人魚シリーズ, Ningyo Shirīzu, em japonês) é uma série de mangá em três volumes desenvolvida pelo mangaká Rumiko Takahashi. Duas das histórias da série, Mermaid Forest Mermaid's Scar, foram adaptados como OVAs , e todos os contos, exceto um, foram produzidos mais tarde como uma série de TV.